# Gianluca Galasso
Gianluca Galasso (ur. 18 stycznia 1984 w Latinie) – włoski piłkarz występujący na pozycji bocznego pomocnika lub napastnika. Obecnie gra w drużynie Bari.

## Kariera piłkarska
Gianluca Galasso jest wychowankiem AS Roma. W barwach tej drużyny rozegrał jeden mecz w Serie A, a klub miał do niego prawa do 2007 roku. W międzyczasie Galasso był wypożyczany na jeden sezon do zespołów z Serie B: Salernitany, Ternany i Frosinone. Potem przeszedł na zasadzie współwłasności do Bari, z którym wywalczył awans do najwyższej ligi włoskiej. Sezon 2009/2010 spędził na wypożyczeniu w Salernitanie. Po sezonie powrócił do Bari.
W 2003 roku Gianluca Galasso rozegrał dwa mecze w barwach reprezentacji Włoch do lat 20.